# Thierry Liot
Thierry Liot (né à Versailles en 1969) est un écrivain et historien spécialiste des châteaux français.
Il est également connu pour son ouvrage sur les maisons d'écrivains.
Docteur en Histoire de l'Art de l'Université Paris Sorbonne, collaborateur des Vieilles maisons françaises, il a publié à ce jour de nombreux ouvrages, presque tous épuisés.
Prix Roger Bonniot 1999 pour La Maison de Pierre Loti à Rochefort.

## Ouvrages
- Châteaux "brique et pierre" aux confins de l'Île-de-France et du pays chartrain, Chartres, 1998.
- Sites monastiques et logis religieux du Val-d'Oise, Nouvelles éditions latines, 1996.
- Yvelines, les couleurs du patrimoine, éditions Valhermeil, Saint-Ouen l'Aumône, 2001.
- L'Abbaye de Maubuisson, Val d'Oise, Nouvelles Éditions Latines, 1994.
- Châteaux et Manoirs du Val d'Oise, Nouvelles Éditions Latines, 1996.
- La Maison de Pierre Loti à Rochefort, 1850-1923, Chauray, 1999, Prix de l'académie de Saintonge.
- Le patrimoine dans les archives municipales de Rambouillet 1785-1957, Présentation et inventaire, Ville de Rambouillet, 2002.